# فرودگاه لی
فرودگاه لی (به انگلیسی: Lee Airport) یک فرودگاه همگانی بهره‌برداری هوایی با کد یاتا ANP است که یک باند فرود آسفالت دارد و طول باند آن ۷۶۲ متر است. این فرودگاه در شهر آناپولیس کشور ایالات متحده آمریکا قرار دارد و در ارتفاع ۱۰ متری از سطح دریا واقع شده است.